# Ricardo Mannetti
Ricardo Giovanni Mannetti (Windhoek, 24 de abril de 1975) é um ex-futebolista namibiano que atuava como meio-campo. Desde 2007 como treinador de futebol, encontra-se atualmente sem clube depois de 2 passagens pela seleção de seu país natal, onde teve 2 passagens

## Carreira
Sua carreira de jogador, que durou entre 1995 e 2007, foi na maior parte baseada no futebol da África do Sul; anteriormente, Mannetti jogara pelo Civics, única equipe de seu país natal onde atuou. 
Foi no Santos da Cidade do Cabo que jogou por mais tempo (1997 a 2005), defendendo ainda Avendale (por empréstimo), Bush Bucks e WP United, onde pendurou as chuteiras aos 32 anos.
Virou técnico em 2007, comandando o Civics, e também passou pelo Black Africa antes de assumir a seleção Sub-16 da Namibia em 2010. Pelo time principal dos Bravos Guerreiros, Mannetti assumiu o comando pela primeira vez em 2013, sucedendo o sueco Roger Palmgren, voltando em 2015 e treinando a Namíbia na Copa das Nações Africanas de 2019, caindo na primeira fase. Após a competição, foi substituído por Bobby Samaria.
Pela mesma Seleção Namibiana, Mannetti disputou a Copa Africana de 1998, a primeira de seu país, que não passaria da fase de grupos.

## Títulos

### Como jogador
Santos
- Campeonato Sul-Africano: 2001–02

### Como técnico
Civics
- Copa da Namíbia: 2008

Seleção Namibiana
- Copa COSAFA: 2015